# Tasman Bridge
Die Tasman Bridge ist eine Brücke in Hobart, Tasmanien, Australien. Sie überspannt den Derwent River und verbindet das Zentrum Hobarts mit den östlichen Vororten und dem Flughafen der Hauptstadt. Die Tasman Bridge wird täglich von etwa 67.000 Fahrzeugen befahren und ist Teil des Tasman Highways.
Die Tasman Bridge ist eine Spannbetonbrücke mit einer Gesamtlänge von 1395 Metern und eine Breite von 17,5 Metern, auf der fünf Fahrstreifen für Kraftfahrzeuge und beidseitige Fuß- und Radwege Platz finden. An ihrem höchsten Punkt hat die Tasman Bridge eine Höhe von 60,5 Metern und eine Durchfahrtshöhe von 46 Metern.

## Geschichte
Erste Pläne für eine Brücke zur Querung des Derwent River gehen auf das Jahr 1832 zurück. Allerdings dauerte es bis 1943, als mit der Hobart Bridge die erste Brücke eröffnet wurde. Bis zu dieser Zeit waren Fähren die einzige Möglichkeit zur Überquerung des Flusses.
Die Hobart Bridge war eine zweistreifige Pontonbrücke, die über den Derwent River führte. Die bogenförmige, schwimmende Brücke hatte am westlichen Ende eine Sektion, die angehoben werden konnte, um die Durchfahrt von Schiffen zu ermöglichen. Dies führte oft zu längeren Wartezeiten für die Fahrzeuge auf der Brücke, was mit zunehmendem Verkehrsaufkommen mehr und mehr zum Problem wurde.
Bereits Anfang der 1950er-Jahre wurde daher der Bau einer weiteren größeren Brücke über den Derwent River geplant. Baubeginn der neuen Tasman Bridge war im Mai 1960. Die ersten beiden Fahrstreifen wurden im August 1964 für den Verkehr freigegeben und bereits wenige Tage später wurde die alte Hobart Bridge geschlossen und mit deren Demontage begonnen. Die Fertigstellung der Tasman Bridge mit damals vier Fahrstreifen war im Dezember 1964. Die offizielle Eröffnung fand am 18. März 1965 statt.

## Unglück

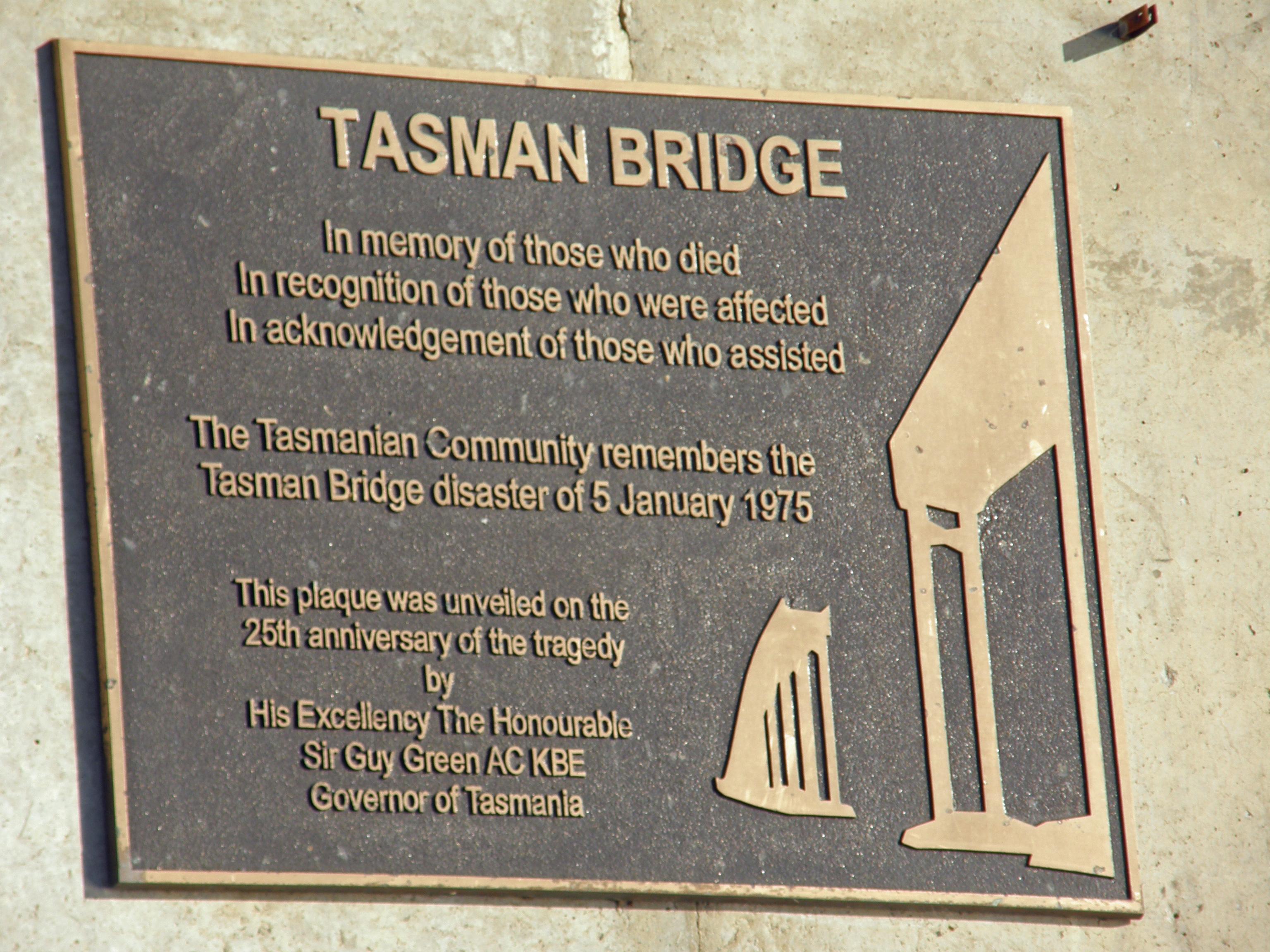
Gedenktafel an das Unglück vom 5. Januar 1975

Am Abend des 5. Januar 1975 ereignete sich das bislang einzige größere Unglück an der Tasman Bridge. Gegen 21:27 Uhr rammte der mit 10.000 Tonnen Zinkkonzentrat beladene Frachter Lake Illawarra die Brücke. Dabei stürzten zwei Stützpfeiler und drei Brückenelemente mit einer Gesamtlänge von 127 Metern ein. Teile der Brückenelemente stürzten auf das Schiff, das in der Folge sank. Sieben Besatzungsmitglieder des Schiffes sowie fünf Personen, deren Fahrzeuge von der Brücke stürzten, kamen bei diesem Unglück ums Leben. Das Wrack der Lake Illawarra liegt heute noch unter der Brücke und kann mit Bewilligung der Hafenaufsicht betaucht werden.
Als Folge dieses Unglücks, das die Hauptverbindung zwischen Hobart und den östlichen Vororten zerstörte, wurde eine Fährverbindung mit mehreren teils sehr alten Schiffen eingerichtet, was den Arbeitsweg vieler Stadtbewohner plötzlich erheblich verlängerte.

## Wiederaufbau und Modernisierung
Der Wiederaufbau der Tasman Bridge begann im Oktober 1975 und dauerte zwei Jahre. Dabei wurde auch ein neues Leitsystem für Schiffe an der Brücke installiert, das durch verschiedenfarbige Lichter signalisiert, ob sich die Schiffe in der Hauptfahrrinne befinden bzw. wie der Kurs korrigiert werden muss, um mögliche Kollisionen zu vermeiden.
Im Zuge des Wiederaufbaus der Brücke wurde diese auch modernisiert und um einen fünften Fahrstreifen und ein Verkehrsleitsystem erweitert. Diese fünfte Fahrspur wird jetzt je nach Hauptverkehrszeit mit wechselnder Fahrtrichtung für den Verkehr freigegeben. Generell wird sie in den Morgenstunden für Fahrzeuge in Richtung des Zentrums von Hobart freigegeben und in den Nachmittagsstunden in Richtung der östlichen Stadtteile.
Wiederaufbau und Modernisierung waren im September 1977 abgeschlossen. Die Brücke wurde am 8. Oktober 1977 wieder offiziell für den Verkehr freigegeben.

## Galerie

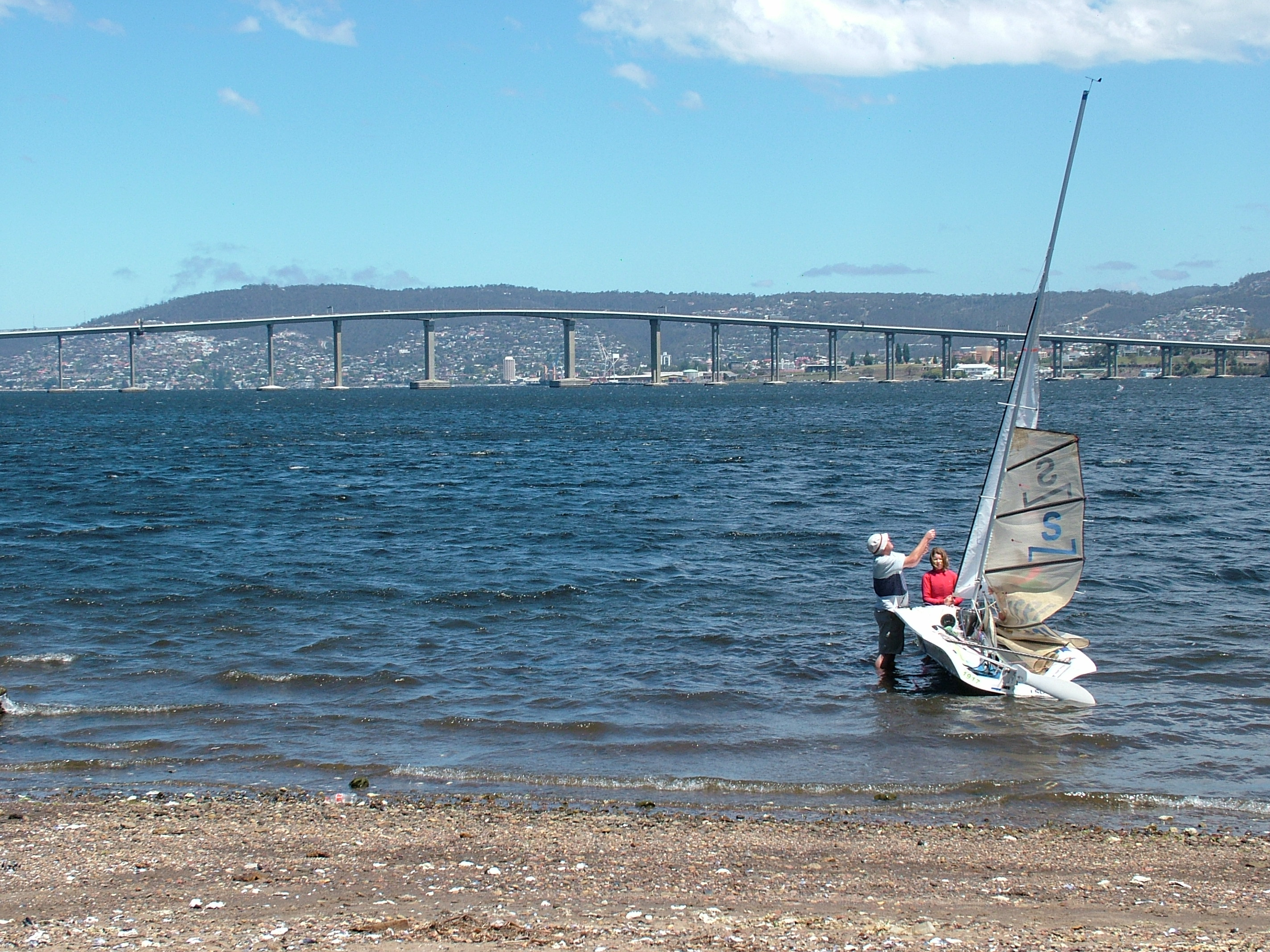
Blick auf die Tasman Bridge
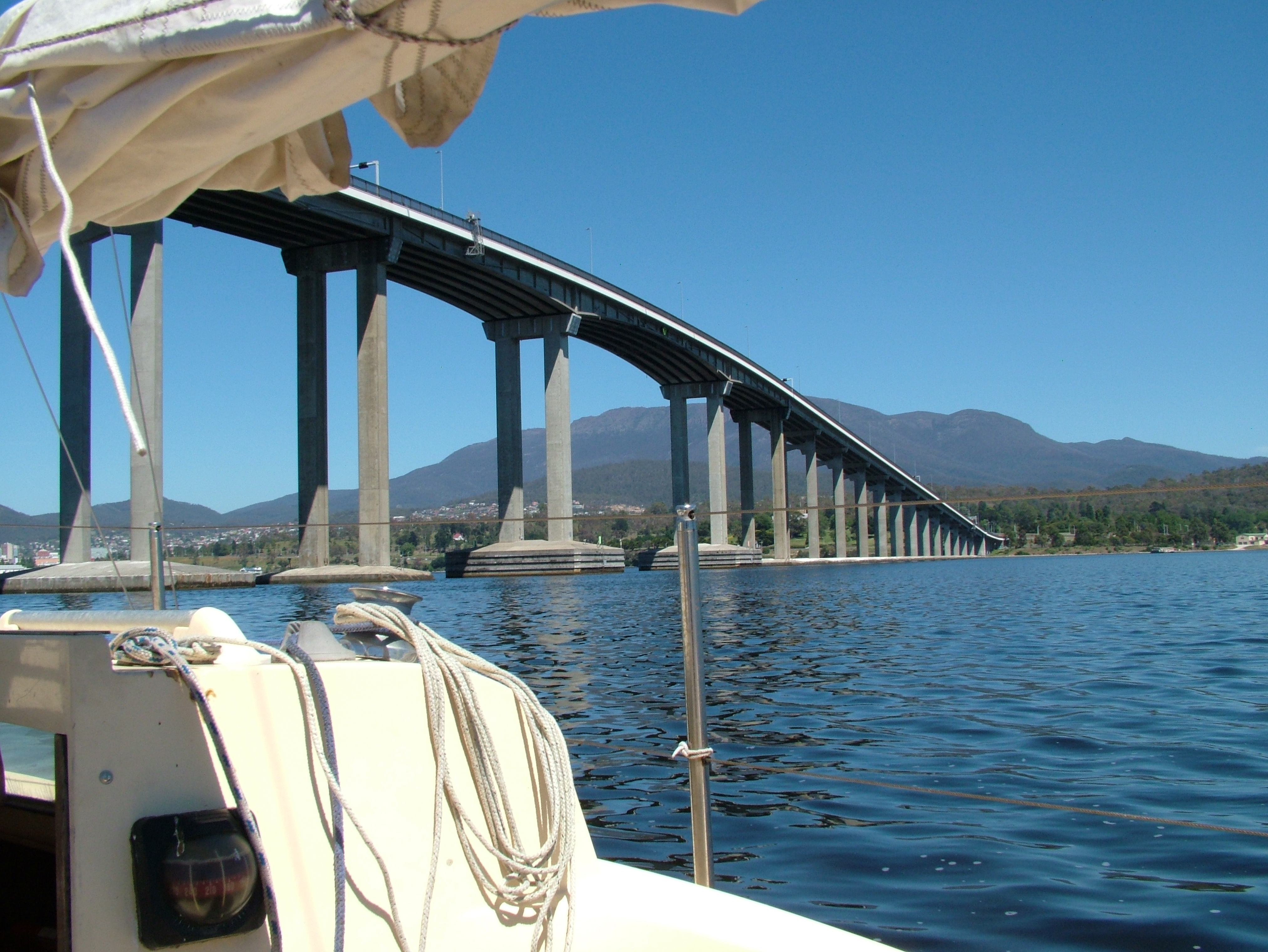
Tasman Bridge vom Derwent River aus gesehen
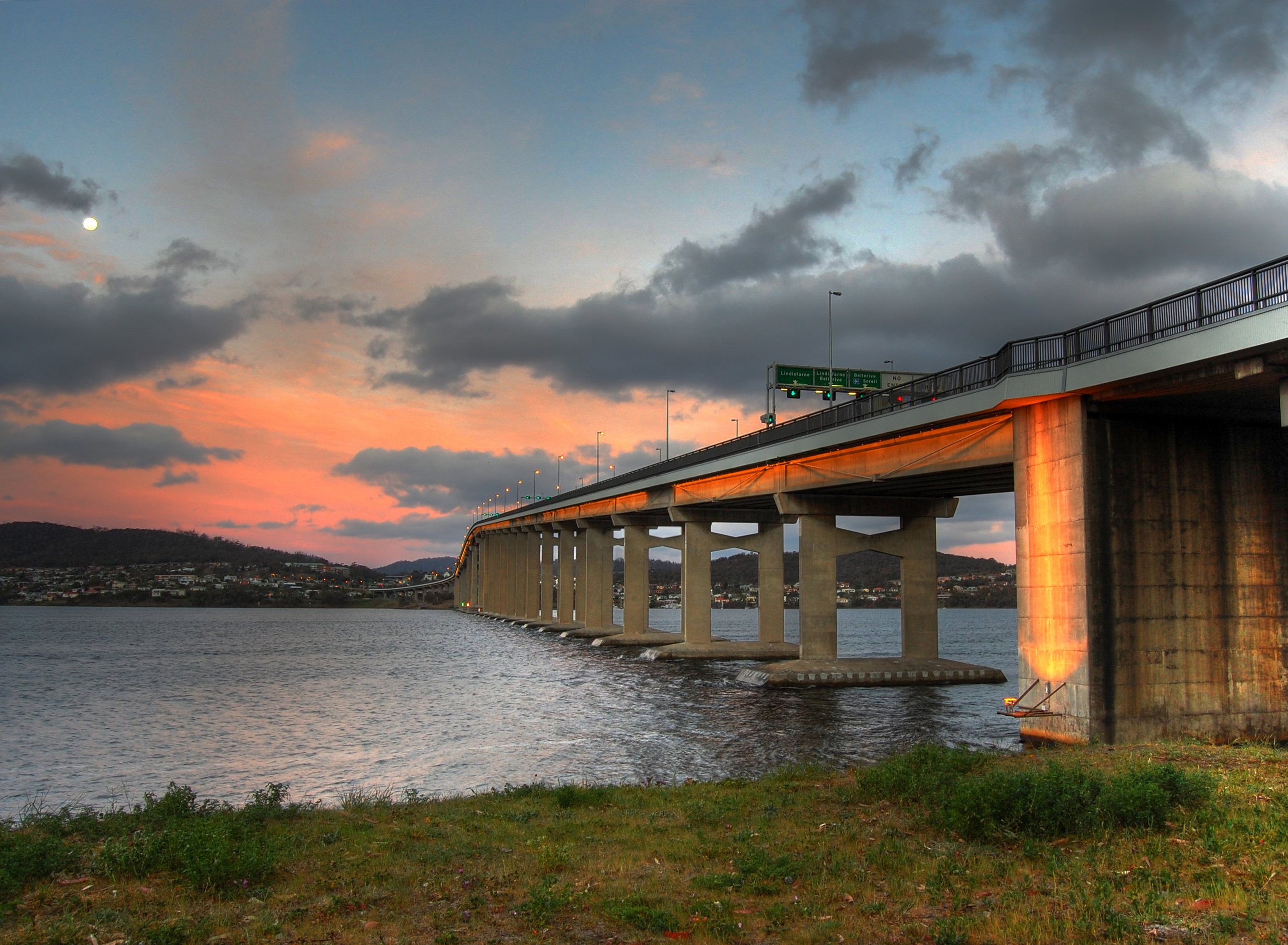
Tasman Bridge in der Dämmerung
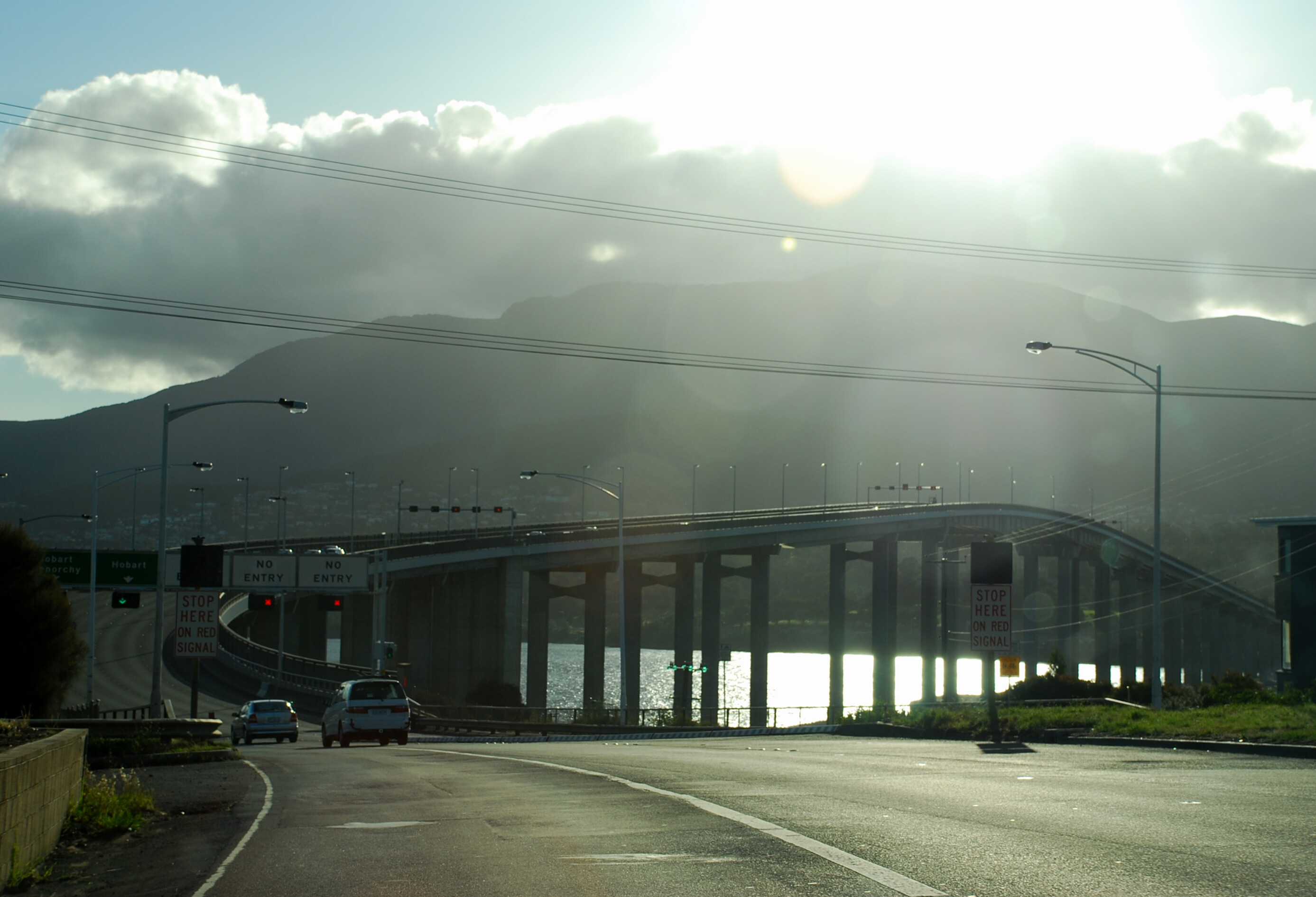
Zufahrt zur Tasman Bridge